# Социальные классы Великобритании
Социа́льная структу́ра Великобрита́́нии исторически образовалась под влиянием концепта социального класса, который оказывает своё влияние на британское общество и в настоящее время. Британское общество до наступления Промышленного переворота, как и общества европейских соседей Великобритании и большая часть обществ мировой истории, было феодальным и делилось на группы по иерархическому принципу, основанные на наследственной передаче рода занятий, социального статуса и политического влияния. После начала индустриализации эта система стала постоянно пересматриваться, и теперь формирование личности зависит не только от происхождения, но и от многих других факторов (в том числе образования). Хотя определения социального класса в Великобритании варьируются и являются часто достаточно субъективными, многие из них зависят от таких факторов, как благосостояние, род занятий и образование. До вступления в силу Акта о пожизненном пэрстве 1958 года парламент Великобритании был организован по классовому принципу: Палата лордов состояла только из наследных представителей высшего класса, а Палата общин — из всех остальных. Британский монарх, как правило, находится на вершине всего классового общества.
Британское общество значительно преобразовалось с момента окончания Второй мировой войны, а именно в плане расширения возможностей для получения высшего образования и владения имуществом, сдвига в сторону ориентированной на услуги национальной экономики, миграции масс, расширения роли женщин в обществе и сдвига культуры в сторону индивидуализма. При этом утверждения о том, что в Великобритании сформировалось бесклассовое общество, достаточно часто воспринимаются со скептицизмом. Исследования показывают, что на социальный статус в Великобритании влияет социальный класс. Крупнейшим исследовательским опросом по социальному расслоению в Великобритании является так называемый Великобританский классовый опрос.

## Терминология
Вплоть до XVIII века не было речи о классе как таковом: о статусе можно было говорить по имениям, рангам и орденам. Изменение в терминологии совпало со снижением влияния каких-либо наследственных владений и повышением влияния благосостояния как индикатора позиции в социальной иерархии. Классовая система является предметом академических исследований британской науки, однако единого понятия «класса» не выработано. Некоторые исследователи отталкиваются от марксистского взгляда на классы, который подразделяет людей на классы в зависимости от их отношения к средствам производства (владельцы или рабочие), что является ключевым фактором в социальном положении человека. Другие (как Макс Вебер) разработали трёхкомпонентную теорию стратификации, согласно которой «социальная сила человека может быть продемонстрирована посредством статуса, экономическая — посредством класса, политическая — посредством партии». Помимо научных моделей, есть и народные объяснения того, что такое «класс»: в книге «Класс» Джилл Купер цитировала продавца, описывавшего бекон:

Если женщина просит постный бекон — я обращаюсь к ней «мадам», а если она просит ломтик — я называю её «дорогушей».
Оригинальный текст (англ.)When a woman asks for back I call her 'madam'; when she asks for streaky I call her 'dear'.

## История
В истории Великобритании не было случая внезапного исчезновения имущества аристократии и прекращения её существования как класса, в отличие от Франции, пережившей Великую революцию в конце XVIII века, или России начала XX века. Поскольку британская аристократия существовала как отдельный социальный класс, к новым условиям с материальными благами, получаемыми благодаря промышленным источникам дохода, она адаптировалась гораздо лучше, чем аристократия в странах континентальной Европы. Появившиеся в результате экономического роста и территориальной экспансии Британской империи возможности позволили представителям низших классов (преимущественно образованным мужчинам) подняться выше по социальной лестнице. Историк Дэвид Кеннедайн называет период около 1880 года поворотной точкой, когда позиции старинных могущественных родов ослабли по ряду причин, а их окончательное падение произошло в послевоенные годы и привело к массовому сносу загородных домов. Однако в 1980-е годы им удалось вернуть если не политическое могущество, то богатство благодаря продажам поднявшимся в стоимости земельным участкам и многочисленным произведениям изобразительного искусства.
В то же время сложный британский средний класс наслаждался достаточно долго периодом роста и процветания, заполучив на национальном уровне большую власть, чем где-либо ещё в Европе. Им удалось избежать жёсткой стратификации средних классов, как в континентальной Европе, и сформировать крупную и аморфную группу, тесно связанную как с аристократией, так и с рабочим классом. В частности, финансовый центр в Лондонском Сити был открыт для посторонних необычно широко, постоянно расширялся и создавал новые рабочие места.
Рабочий класс Великобритании, в отличие от вышеупомянутых, по европейским меркам отнюдь не только не процветал, но находился в ужасном состоянии: физическое здоровье, условия труда и проживания были как минимум далеки от идеальных. Британские путешественники Нового и Новейшего времени часто отмечали, что уровень жизни крестьян в Нидерландах был намного выше британского, хотя само крестьянство во Франции и других странах считалось более бедным, чем британское. Хотя уровень жизни значительно вырос в Новом времени в Великобритании, Промышленная революция ознаменовалась ужасными условиями труда и проживания в середине XIX века.

## Формальные классификации

### Новое и новейшее время (до XIX века)
На момент образования Великобритании в 1707 году социальная структура Англии и Шотландии была схожей. В XVI—XVII веках были отмечены следующие категории, куда относилась большая часть британского населения.
| Класс                            | Характеристика |
| -------------------------------- | --- |
| Вилланы и рабочие, слуги         | Вилланы были на уровень ниже землепашцев в том плане, что должны были работать на других за деньги. Это была низшая ступень из каст рабочих. Ниже могли быть только представители «отбросов» общества: бродяги, попрошайки и уголовники. К 1200 году в Англии было ликвидировано рабство, и многие молодые женщины из низших и средних слоёв общества становились служанками в соседних семьях, а через несколько лет выходили замуж. Слугами у землепашцев были неженатые мужчины, нанятые по годовому контракту как батраки.              |
| Земледельцы (или другие купцы)   | Купец или фермер, который либо арендовал дом, либо владел небольшим участком земли, считался землепашцем или «домовладельцем» (англ. husbandman). В эпоху феодализма он считался сервом и большую часть произведённых продуктов передавал лорду — владельцу земли. |
| Йомен                            | К йоменам относились мелкие фермеры, которые владели достаточно большими участками земли и могли защитить себя от соседей. До 1500 года они призывались в армию и были лучниками. В современной социальной иерархии между йоменом и дворянством (джентри) располагался деревенский лавочник. |
| Духовенство                      | Духовенство встречалось в деревенских районах, где они подчинялись дворянству. Епископ имел статус дворянина и заседал в палате лордов, но его сын этот титул не наследовал. |
| Джентри/джентльмен               | Джентри по определению обладал достаточными богатствами, чтобы не работать, но получить хорошее образование и существовать на доход от аренды земли. В качестве сферы деятельности они выбирали или карьеру адвоката, или священнослужителя, или политика, или какую-либо другую работу, не связанную с физическим ручным трудом. Сквайром называли землевладельца, не посвящённого в рыцари. Они все владели имениями, где трудились арендаторы и рабочие. Сыновьям, как правило, прочили воинскую карьеру в армии или на флоте.           |
| Профессионалы, предприниматели   | В городе под профессионалами подразумевались юристы: наиболее статусные из них работали барристерами в Лондоне или в судебных иннах; также статус «профессионалов» получали врачи благодаря профессионализации и образованию, связанным с постоянным ростом объёма знаний человечества. Купцы и предприниматели ранжировались по статусу в зависимости от благосостояния и важности. Для более высокого социального статуса они либо приобретали имение с землями, либо добивались посвящения в рыцари или баронеты                         |
| Рыцарь                           | Роль рыцарства была важной в Средневековье как военного и как организатора войска. В XVII веке рыцарство стало лишь почётным титулом, который присваивался за выдающиеся заслуги солдатам королевской армии |
| Баронет (наследственный, не пэр) | Наследует звание рыцаря, самый высший перед пэром |
| Аристократия: пэры               | Звания от барона до герцога. Правила наследования были сложными, обычно титул и наследство доставались старшему сыну; в случае пресечения мужской линии исчезал титул, но за семьёй оставалась земля. Пэрами были обычно крупные землевладельцы, владевшие и домом в Лондоне; они были членами Палаты лордов и играли часто роль в суде, что было достаточно дорогим мероприятием, субсидируемым выплатами и подкупами. В Ирландии и Шотландии была своя аристократия, заседавшая в своих парламентах, а не в Палате лордов Великобритании. |
| Королевская семья                | Член королевской семьи (принц, родственник монарха) |

### XX век
Классификация по социальной шкале NRS, созданной организацией National Readership Survey (NRS) более 50 лет назад, широко использовалась в правительственных и маркетинговых отчётах и статистике.
| Квалификация | Род занятий                                                                                            |
| ------------ | --- |
| A            | Высший управленческий и административный состав                                                        |
| B            | Средний управленческий, административный и профессиональный состав                                     |
| C1           | Наблюдательный или канцелярский / младший управленческий, административный или профессиональный состав |
| C2           | Высококвалифицированные рабочие (синие воротнички)                                                     |
| D            | Средне- и низкоквалифицированные рабочие                                                               |
| E            | Рабочие самой низкой квалификации, пенсионеры и получающие пособия лица                                |

### XXI век
Национальная статистическая служба Великобритании разработала в 2001 году новую социо-экономическую классификацию с целью предоставления более точной и детальной классификации и учёта новых параметров развития общества. Последнее обновление системы было произведено в 2010 году; на базе этой статистики была создана Европейская социо-экономическая классификация.
| Группа | Описание                                           | Аналог по шкале NRS |
| ------ | -------------------------------------------------- | ------------------- |
| 1      | Высшие профессиональные и управленческие должности | A                   |
| 2      | Низшие профессиональные и управленческие должности | B                   |
| 3      | Должности среднего звена                           | C1 и C2             |
| 4      | Мелкие работодатели и самозанятые                  | C1 и C2             |
| 5      | Низшие наблюдательные и технические деятельности   | C1 и C2             |
| 6      | Малоквалифицированные рабочие                      | D                   |
| 7      | Низкоквалифицированные рабочие                     | D                   |
| 8      | Безработные и не работавшие никогда                | E                   |

### Великобританский классовый опрос
2 апреля 2013 года в журнале Sociology были опубликованы результаты опроса, проведённого BBC в 2011 году и разработанного совместно с научными экспертами. В опросе приняли участие около 160 тысяч жителей Великобритании, большую часть которых составили белые уроженцы Великобритании. На основании количества и типа экономических, культурных и социальных ресурсов (то есть капиталов) был определён класс каждого опрошенного. Экономический капитал зависел от дохода и сбережений, культурный — от количества и качества культурных интересов и видов деятельности, социальный — от количества и социального статуса друзей, членов семьи, знакомых и коллег по работе. Теоретической базой послужила теория классовых различий авторства Пьера Бурдьё, который опубликовал её в книге «Различение: социальная критика суждения» в 1979 году.

#### Результаты
Анализ результатов опроса представил семь классов:
1. Богатые, они же «элита».
2. Процветающий, получающий зарплату «средний класс». Состоит из профессионалов и менеджеров.
3. Класс технических экспертов.
4. Класс рабочих — «новых богачей».
5. Традиционный рабочий класс.
6. Бедные представители «прекариата».
7. Новые работники сферы услуг.

Разделение среднего сектора социальной структуры на фракции в зависимости от поколенческих, экономических, культурных и социальных характеристик отмечалась авторами исследования как примечательная его часть.

###### Элита
Члены элиты — 6 % представителей британского общества с очень большим экономическим капиталом (а именно сбережениями), большим социальным капиталом и очень «интеллектуальным» культурным капиталом. Преимущественные рода занятий — исполнительные директора, директора IT- и телекоммуникационных компаний, маркетинговые директора и директора по продажам, функциональные менеджеры и директора, солиситоры, барристеры и судьи, финансовые менеджеры, преподаватели высших учебных заведений, стоматологи, врачи, директора по рекламе и связям с общественностью. Однако преподаватели, юристы и врачи намного чаще встречаются среди представителей среднего класса, а специалисты по продажам и сотрудники IT-компаний являются своеобразной редкостью в экономическом и даже социальном среднем классе.

##### Состоявшийся средний класс
Члены состоявшегося среднего класса — около 25 % представителей британского общества с большим экономическим капиталом, высоким статусом средних социальных контактов, большим интеллектуальным и развивающимся культурным капиталом. Преимущественные рода занятий — инженеры-электрики, терапевты, социальные служащие, домохозяйки, работники по защите окружающей среды, профессионалы в области контроля и обеспечения качества, специалисты в области градостроения и преподаватели для лиц с особыми образовательными потребностями.

##### Технический средний класс
Члены технического среднего класса — около 6 % представителей британского общества с большим экономическим капиталом, очень высоким статусом и небольшим количеством социальных контактов, а также средним культурным капиталом. Преимущественные рода занятий — радиографы и радиологи, гражданские лётчики, фармацевты, учёные-представители естественных и социальных наук, руководители в сфере бизнеса и исследований.

##### Новые состоятельные рабочие
Новые состоятельные рабочие — около 15 % представителей британского общества с достаточно большим экономическим капиталом, относительно слабым статусом социальных контактов и при этом их разнообразием, а также средним по уровню, но развивающимся культурным капиталом. Преимущественные рода занятий — квалифицированные электрики и электромонтажники, почтальоны, кассиры, сантехники и инженеры теплоснабжения, продавцы-консультанты и менеджеры по продажам, сотрудники коммунальных служб, повара и сотрудники пунктов общественного питания, техники по контролю качества.

##### Традиционный рабочий класс
Члены традиционного рабочего класса — около 14 % представителей британского общества с достаточно маленьким экономическим капиталом и солидными вложениями, малым числом социальных контактов, небольшим интеллектуальным и развивающимся культурным капиталом. Преимущественные рода занятий — низкоквалифицированные электрики и специалисты по электронике, сиделки и няни, уборщики, дальнобойщики.

##### Развивающийся сектор обслуживания
Члены развивающегося сектора обслуживания — около 19 % представителей британского общества с достаточно небольшим экономическим капиталом и относительно высоким доходом, умеренными социальными контактами и слабым, но хорошо развивающимся культурным капиталом. Преимущественные рода занятий — бармены, повара, помощники медперсонала, сборщики оборудования и низкоквалифицированный персонал, сиделки, работники складов, сотрудники отдела по работе с клиентами и музыканты.

##### Прекариат
Члены прекариата — около 15 % британского общества, обладающие минимальным капиталом по всем параметрам. Преимущественные рода занятий — уборщики, курьеры и водители грузовиков, обслуживающий персонал, столяры и плотники, охранники и консьержи, сотрудники компаний по организации досуга и путешествий, продавцы-собственники и обычные кассиры

## Неформальные классификации и стереотипы

### Низший класс

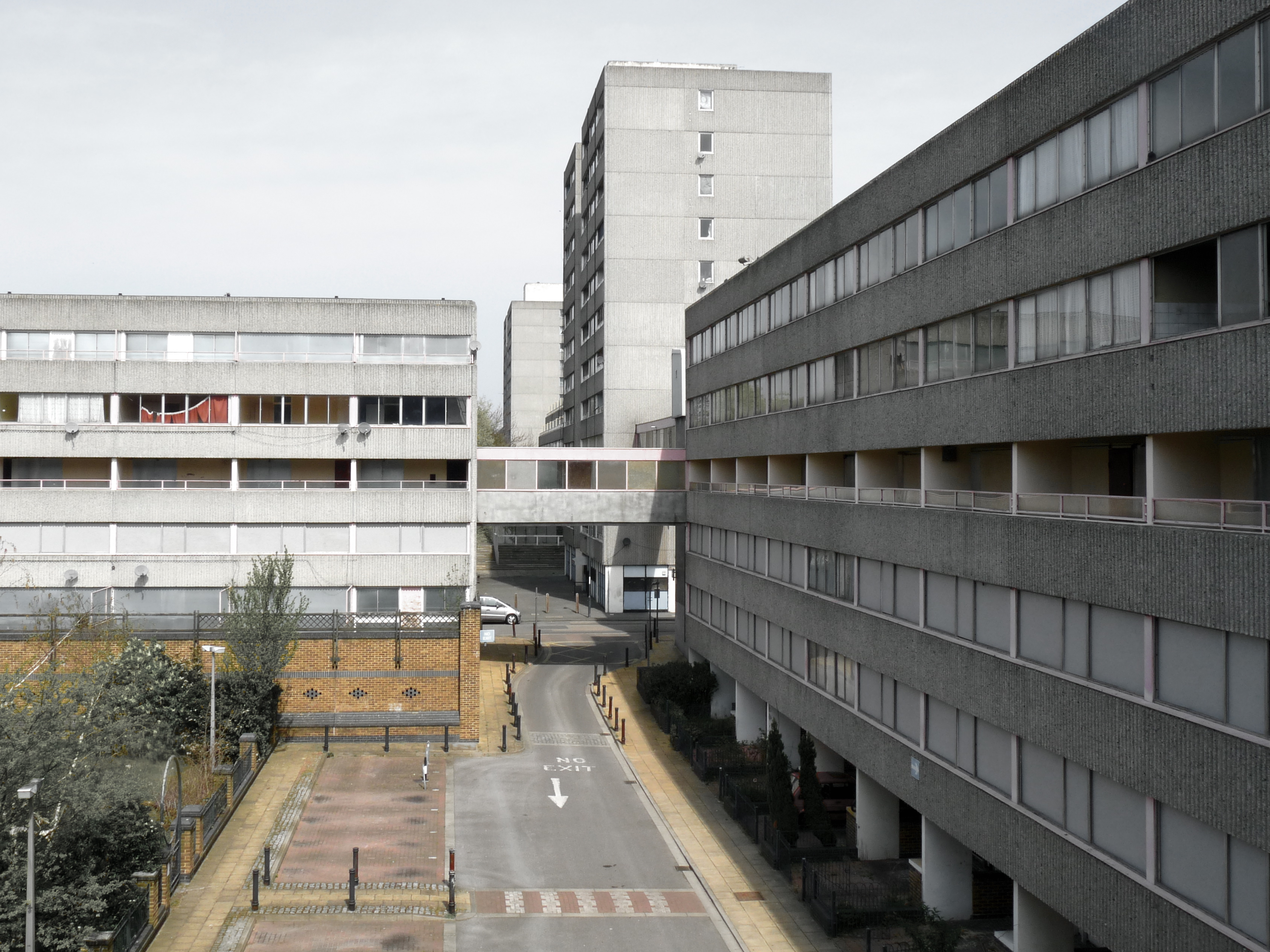
Многие безработные полагаются на универсальный кредит, их местом проживания являются разные виды общественного жилья наподобие Many unemployed people rely on Universal Credit and are housed in social housing, such as council estates

К низшему классу относят «хронических безработных», которые долгое время нигде не работали и не работают на момент опроса. Достаточно часто в медийном дискурсе ведётся спор о том, соответствует ли контекст и окраска слова «чав» понятию «низшего класса». Очевидная разница заключается в том, что «чав» относится к предполагаемой диспозиции социального класса в вопросах потребления, а «низший класс» — к трудностям социального класса в плане трудовых отношений. Специальный советник по образованию Чарли Тейлор поддерживает концепцию Майкла Гоува об «образовательном низшем классе», к которому относит большинство участников беспорядков августе 2011 года. Журналист BBC Марк Истон утверждал, что после оправданий по поводу беспорядков куда более убедительной была теория Иана Дункана Смита о «низшем классе», изложенная в 2008 году и выдвигавшая на первый план так называемую «ползущую экспансию».

### Рабочий класс

#### Неквалифицированные и малоквалифицированные
По традиции, представители подобной части рабочего класса — типичные синие воротнички, которые ушли из школы при первой же возможности и тем самым лишились возможности получить высшее образование. Многие из них устроились низкоквалифицированными рабочими на конвейеры и в машинные цеха на крупнейших британских автомобильных заводах, металлургических комбинатах, угольных шахтах, литейных и текстильных заводах в промышленных городах Западного Мидленда, Северной Англии, Южного Уэльса и шотландского Лоуленда. Однако в середине 1970-х — начале 1980-х начался процесс деиндустриализации, который разрушил основы существования этих людей и привёл к резкому падению уровня и качества жизни у промышленного рабочего класса. Большая часть рабочих если не лишилась постоянного заработка и не скатилась на уровень зависимых от государственных пособий людей, то по крайней мере перешла в разряд «обнищавшего пролетариата». Некоторые занялись спекуляциями на чёрном рынке, и лишь немногим удалось выбраться в нижнюю часть среднего класса.
Существует точка зрения, согласно которой в связи со снижением доли промышленного сектора и повышением доли сектора сферы услуг в национальной экономике к рабочему классу можно относить и низкооплачиваемых офисных сотрудников. В частности, в бывших промышленных центрах сформировались колл-центры, где работают подобные лица, однако с начала 2000-х годов значительная часть колл-центров была закрыта в Великобритании и переехала в Индию с целью сокращения расходов. В 2010 году в результате анализа в рамках программы геодемографии Mosaic было установлено, что в тех группах жителей Великобритании, где доминируют представители группы D по шкале NRS, присутствуют как лица со значительным доходом и возможностью приобретения большого количества товаров, так и семьи с низким доходом, испытывающие острую нужду в товарах первой необходимости.

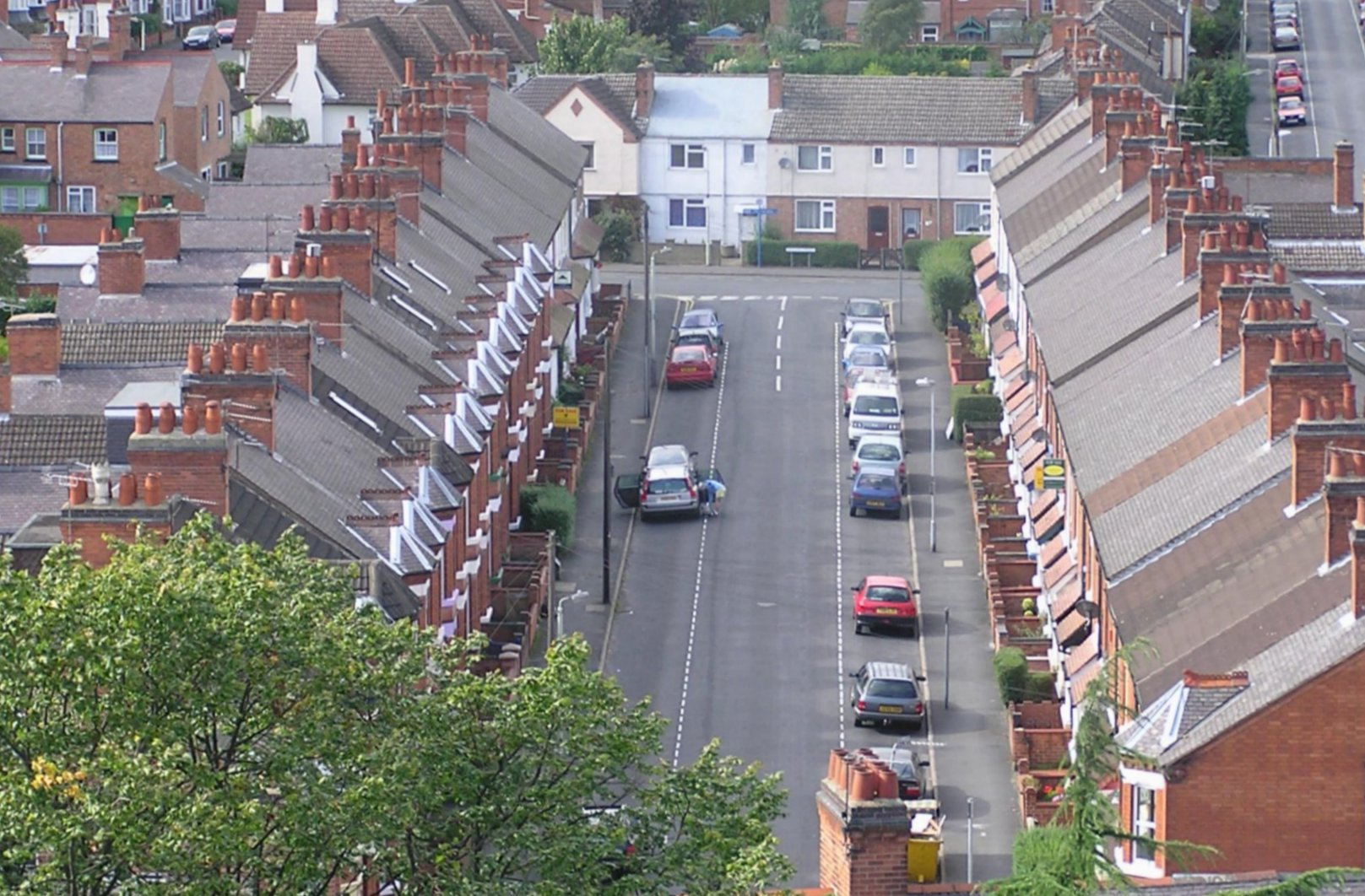
Дома викторианской эпохи в Лафборо, в которых жили представители рабочего класса

В искусстве типичными представителями низшей части рабочего класса являются герой карикатур газет The Daily Mirror и The Sunday Mirror Энди Кэпп и Альберт Стэптоу из ситкома «Стэпто и сын», который не только не обладает никакими мечтами, но и постоянно разрушает чаяния своего сына Гарольда. В послевоенные годы белые британцы — представители рабочего класса — отмечали рост уровня жизни, о чём писал Денис Блэйкуэй:

Белый рабочий класс после войны значительно возвысился. У них случился беспрецедентный рост располагаемого дохода, и сегодня они богаче, чем могли представить их родители, бабки и деды. У них есть общие ценности в культуре белого рабочего класса, но, думаю, невероятно сложно будет понять, что в действительности подразумевается под «белым рабочим классом», поскольку у них есть такие ценности среднего класса, как футбол и пабы.
Оригинальный текст (англ.)The White working-class have prospered hugely since the war. They have experienced unparalleled growth in disposable income and today they are now richer than their parents and grandparents could ever have imagined.  There are shared values in White working-class culture but I think it is incredibly difficult to put your finger on exactly what it is that defines "White working-class" because a lot of them are shared by the middle-class, such as football and the pub.

#### Опытный рабочий класс
Эти люди обладают навыками в промышленной деятельности или являются ремесленниками, специализирующимися на строительстве или производстве, но в последние годы стали заниматься предпринимательством (типичный «мужик в белом фургоне») или перешли в ранг самозанятых. Они разговаривают с региональным акцентом и предпочитают получать профессиональное образование, а не высшее университетское. Единственная геодемографическая группа опроса Mosaic 2010, где доминирует группа C2 из классификации NRS — это жители со значительным доходом и возможностью приобретения большого количества товаров.

### Средний класс

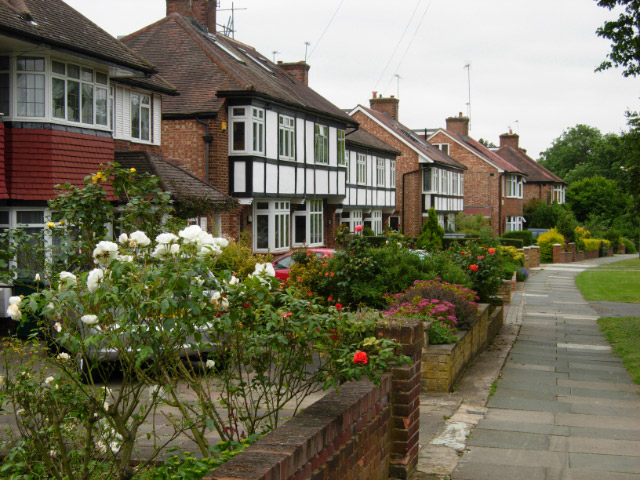
Пригородная улица в Милл-Хилл (Лондон), где проживает средний класс

#### Нижний средний класс
Нижний слой среднего класса (англ. Lower middle-class) составляют офисные сотрудники. В XIX веке представители нижней и средней частей среднего класса жили в пригородах в связи с развитием запряжённых лошадьми омнибусов и железных дорог. В 1909 году радикальный деятель Либеральной партии Чарльз Мастермен считал жителей пригородных районов и представителей среднего класса одними и теми же личностями.
В начале XXI века геодемографических групп Mosaic 2010, где была бы высокая или низкая доля представителей класса C1 по шкале NRS, попросту не было, везде присутствие C1 отмечалось как среднее вне зависимости от населённого пункта. Они работают, как в правило, в организациях, не требующих высокой квалификации (компании по оптовой продаже или туристические агентства), а также в органах регионального самоуправления или на заводах. До 1960-х годов большая часть представителей этого класса не имела высшего образования. Представители нижней части среднего класса говорят на местных акцентах английского (относительно «мягких»). В плане политических предпочтений голоса разделяются, более сильные позиции у партий меньшинств. Сатирическим стереотипным представителем этой социальной группы является Хайасинт Бакет из ситкома «Сохраняя лицо».

#### Центральный средний класс
Центральный слой среднего класса Великобритании состоит из людей, получивших высшее образование и обучавшихся либо в государственной, либо в частной школе. Обычно представители этой части среднего класса — бухгалтеры, архитекторы, солиситоры, землемеры, социальные работники, школьные учителя, менеджеры, IT-специалисты, инженеры, врачи, квалифицированные медсёстры и государственные служащие. Они считают недопустимым для себя демонстративное потребление и предпочитают инвестировать в недвижимость.
Представители этого слоя среднего класса также являются политически и социально вовлечёнными: опрос Mori 2005 года показал, что 70 % представителей классов A и B участвовали в парламентских выборах Великобритании при 54 % участников от классов D и E; также, по данным опроса 2014 года, проведённого YouGov, 62 % опрошенных представителей классов A, B и C1 посещают церковь как минимум раз в месяц. Они заседают в местных комитетах и советах при самоуправлении либо работают в составе команд политиков. Образование широко ценится представителями среднего класса: они прикладывают все возможные усилия, чтобы их дети могли учиться в частных школах, под руководством домашних учителей или даже в лучших государственных или грамматических школах, ради чего родители часто переезжают в микрорайон, который обслуживает конкретная школа.
Эти люди также ценят культуру и составляют значительную часть тех, кто приобретает книги и ходит в театр. Они также читают больше широкоформатные газеты, чем таблоиды. Единственная геодемографическая группа Mosaic 2010, где большую часть составляют представители класса B по шкале NRS — люди, живущие в фирменных новых апартаментах. Собирательное название для английского среднего класса — «Средняя Англия». Сатирическим собирательным образом этой части среднего класса являются Марго Лидбеттер из телесериала «Хорошая жизнь» и Ховард Уэйбридж из книг Джилли Купер.

#### Верхний средний класс

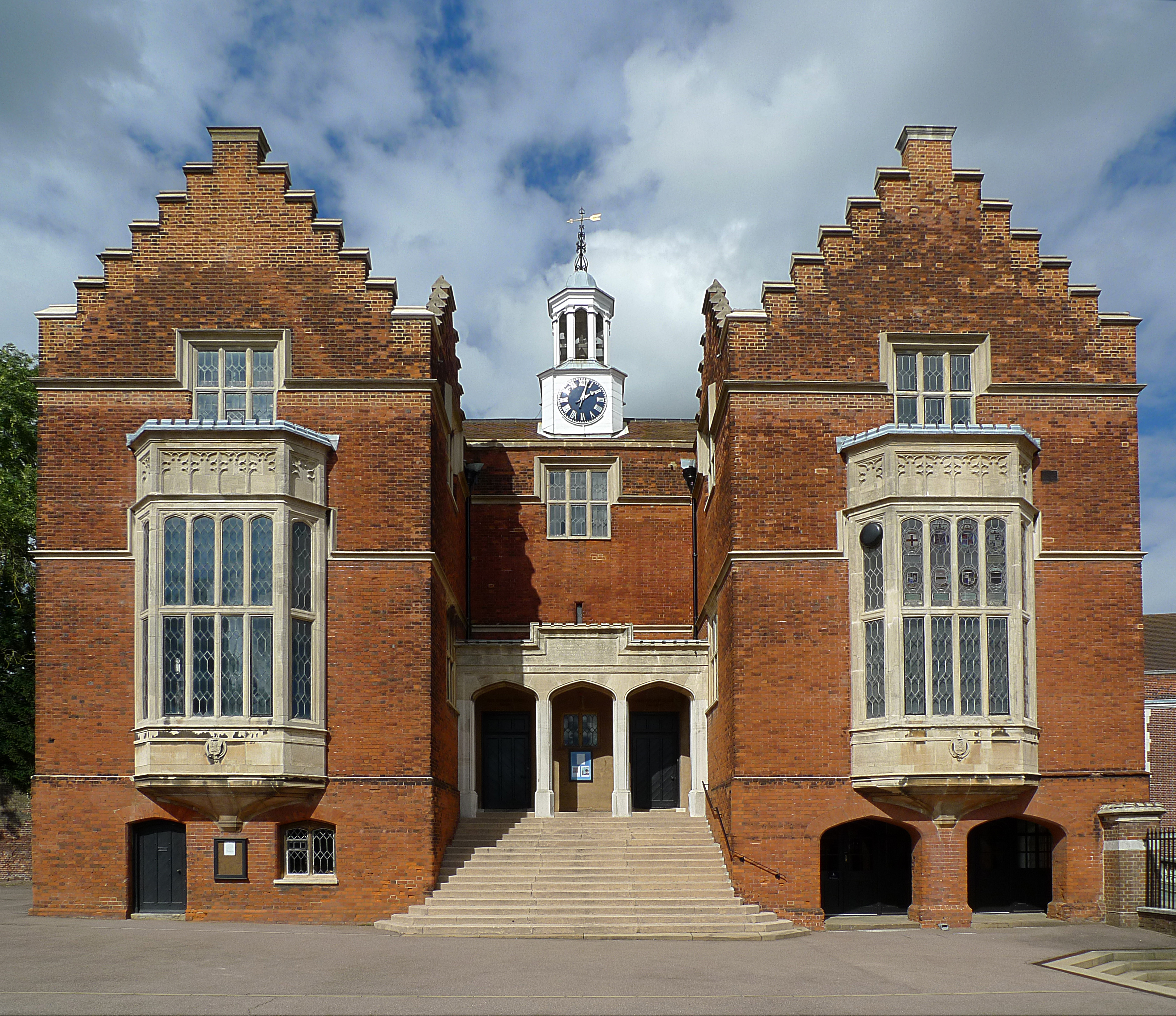
Частная школа Хэрроу, образец одного из важнейших образовательных учреждений для верхнего слоя среднего класса Великобритании

Верхний слой среднего класса Великобритании состоит из людей, которые родились в богатых семьях, однако к этой группе чаще относят семьи не столько с высоким заработком, сколько богатого и знатного происхождения. Считается, что эти люди владеют британским нормативным диалектом как родным. Они обучаются в так называемых «независимых школах», крупных или малых частных школах, которые являются носителями вековых традиций и берут большую плату за обучение (в 2014 году она составляла 33 тысячи фунтов стерлингов на одного ученика).
Многие семьи верхнего слоя среднего класса имеют родословную, связывающую их непосредственно с семьями высшего класса, однако они не унаследовали титулы — у некоторых это произошло потому, что в семье не родился наследник мужского пола, и некоторые дворянские семейства утратили свой статус. Традиционно выходцы из этих семей работают преподавателями университетов, архитекторами, барристерами, дипломатами, врачами, офицерами вооружённых сил, священнослужителями, арт-дилерами, высокопоставленными государственными служащими, журналистами, судьями, художниками, писателями, а также занимают высокие управленческие и исполнительные должности на предприятиях (в том числе в Лондон-Сити). Определить всю широту этого класса невозможно, к тому же материальные блага не являются достаточным и обязательным критерием; большую роль здесь играют происхождение семьи и связи. Скромность в поведении и вкусах также является определяющей характеристикой для верхнего слоя британского среднего класса.
Традиционно эта часть среднего класса ассоциируется с определёнными видами деятельности: право, медицина, образование, финансы, военное дело. Однако не все представители эти профессий выходцы из верхнего слоя среднего класса: иногда здесь трудятся и представители центрального слоя. Также отмечается такая привычка, как проведение как минимум двух ежегодных отпусков за границей: на горнолыжных курортах зимой во Франции или Новой Англии, на Пасху на Барбадосе и летом в Ирландии, Провансе или Тоскане. Роскошные автомобили производства Mercedes, BMW, Jaguar и Audi также широко распространены, во многих семьях насчитывается больше двух таких автомобилей. В то время как в каждом крупном городском округе есть представители этой группы,, больше всего их в Лондоне и графствах, граничащих с Лондоном. Так, в Суррее, Беркшире и Букиингемшире (в зелёных поясах пригородов) и на западных окраинах Кента встречаются хорошо обставленные дома с четырьмя спальнями, характерные для верхнего слоя среднего класса. Как и их американские «коллеги», представители верхнего слоя делятся на два подкласса: социально-либеральный, но финансово консервативный профессиональный; и правоцентристский управленческий и исполнительный. «Менеджеры» предпочитают жить в пригородных зонах, а «профессионалы» предпочитают жить собственно в городе в старинных домах рядовой застройки и сблокированных домах на улицах лондонских районов Ричмонд, Кью, Ист-Шин, Туикенем, Сент-Маргаретс, Теддингтон, Сёрбитон, Снейрсбрук, Кингстон и Уимблдон. Молодые представители класса предпочитают Парсонс-Грин в Фулхэме, Патни, Клэпхэм-Коммон и Балэм. Различия между «профессионалами» и «менеджерами» проявляются и в политике: первые голосуют за либеральных демократов и новых лейбористов, вторые — за консерваторов.
Небольшая часть семей ведёт свою историю от семей из высшего класса, что отражают гербы в виде орнаментальных щитов. Исторически предки этих семей были сквайрами или лордами, однако лишились своих прав на поместья. Характерными для представителей таких семей среднего класса являются двойные фамилии. Хотя в целом эта категоризация не является точной, среди представителей высшего слоя среднего класса выделяются следующие известные личности: Борис Джонсон; Кэтрин, герцогиня Кембриджская,, Дэвид Кэмерон, Хелена Бонэм Картер, Мэтью Пинсент и Джейкоб Рис-Могг.

### Высший класс

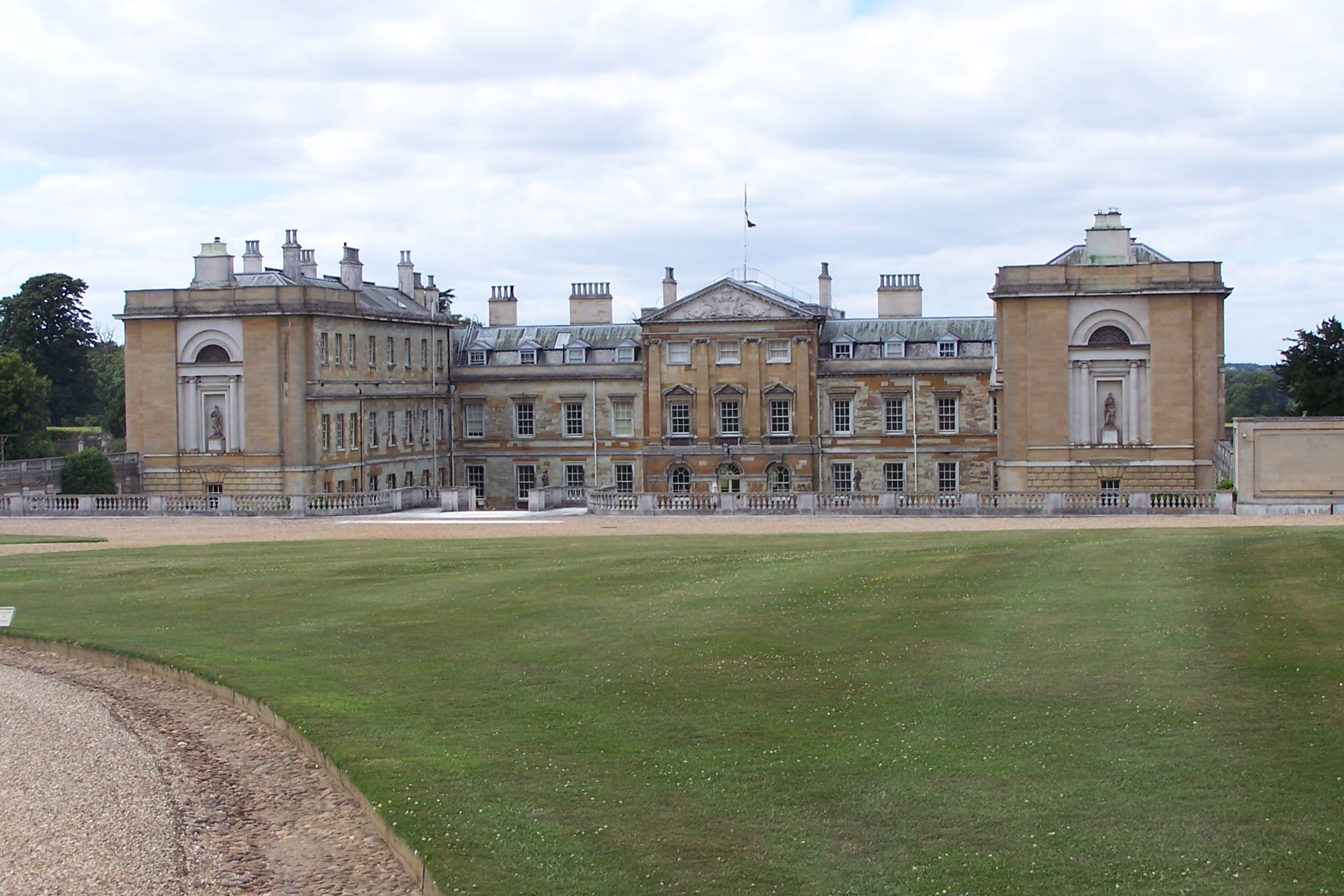
Уоберн-Эбби, родовое поместье герцога Бедфорда

По численности британский высший класс является небольшим и состоит из пэров, джентри и наследственных землевладельцев. Как правило, туда относятся наследственные пэры (не пожизненные) — герцоги, маркизы, графы, виконты и бароны (парламентские лорды в Шотландии). С детьми выходцев из высшего класса занимались сначала няньки, а затем и частные учителя на дому. С конца XIX века детей из высшего класса отправляли в частные британские школы, где обычно обучались дети из среднего класса. В настоящее время дети посещают подготовительные или начальные школы, а затем идут учиться в частные школы, хотя бывали и случаи, когда дети из высшего класса учились в государственных. Последующие варианты карьеры — разные в разных семьях и зависят порой от деяний предков. В прошлом в качестве вариантов рассматривалась служба в армии или на флоте, также среди вариантов были духовенство и академическая деятельность (особенно для выпускников факультетов искусств и гуманитарных наук в Оксфорде и Кембридже). Фактически до 1840 года у большей части выпускников Оксфорда и Кембриджа была предопределена дальнейшая карьера.

## Различия в языке и акценте между классами

### Британское нормативное произношение
Под стандартным акцентом английского языка изначально понималось так называемое «Британское нормативное произношение», отличающееся от всех региональных диалектов. Однако со временем наличие акцента стало определённым преимуществом, поскольку носитель акцента ассоциировался со средним и высшим классами Юго-Восточной Англии, наиболее богатой и развитой части страны; полагалось, что тот, кто говорил с акцентом Юго-Восточной Англии и не был её выходцем, получил вполне достойное образование в частной школе или посещал уроки ораторского мастерства.
Ранее синонимом нормативного произношения считался «английский Королевы» (англ. The Queen's English), однако Её Величество и другие члены аристократии предпочитают более старомодный и одновременно высокий стиль речи по сравнению с «нормативным английским» — учёные-фонетики его называют консервативным британским нормативным произношением. Со временем английское произношение королевы менялось, что расценивали либо как сдвиг в сторону лексики прессы 1980-х годов, либо как изменения под влиянием эстуарного английского. Некоторое время синонимом британского нормативного произношения был английский BBC: будущие сотрудники телерадиокомпаний изучали специально подобное произношение. Однако в настоящее время сотрудники BBC предпочитают говорить на региональных акцентах.

### U English и non-U English
| U              | Non-U                    |
| -------------- | ------------------------ |
| Vegetables     | Greens                   |
| Scent          | Perfume                  |
| Graveyard      | Cemetery                 |
| Spectacles     | Glasses                  |
| False teeth    | Dentures                 |
| Napkin         | Serviette                |
| Sofa           | Settee '/ couch          |
| Lavatory / loo | Toilet                   |
| Lunch          | Dinner (for midday meal) |
| Dinner         | Tea (for evening meal)   |
| Pudding        | Sweet                    |

Одними из наиболее надёжных индикаторов класса традиционно считаются язык и стиль письма, а произношение таковым стало только в конце XIX века. Варианты речи высшего класса и иных классов точнее всего зафиксировал профессор лингвистики Алан Росс в статье 1954 года о так называемых стилях U English и non-U English — первый соответствует вокабуляру высшего и верхней части среднего класса, второй — вокабуляру нижней части среднего класса. Дискуссия углубилась в книге «Положение обязывает», соавтором которой считается Нэнси Митфорд, а отношение к этой концепции пересмотрели в середине 1970-х годов после публикации в издательстве «Debrett's» книги «U and Non-U Revisited». С помощью этой литературы можно проследить, насколько незначительно изменился за четверть века язык.

### Региональные диалекты
Традиционным престижным диалектом для высшего класса является почти всегда нормативное произношение, однако в некоторых районах есть свой престижный диалект, не совпадающий ни с нормативным произношением, ни с речью рабочего класса. Для Англии характерно разнообразие региональных диалектов, используемых преимущественно либо рабочим классом, либо нижним слоем среднего класса:
- Йоркширский диалект — акцент Йоркшира с вариациями между северной, южной, восточной и западной частями региона.
- Манчестерский диалект — акцент и диалект жителей города Манчестер и его пригородов.
- Скауз — акцент и диалект представителей рабочего класса из Мерсисайда и в целом Ливерпуля.
- Брумми — акцент и диалект Бирмингема.
- Поттерис — акцент и диалект Сток-он-Трента и его окрестностей.
- Блэк-Катри — акцент Западного Мидленда, схожий с Брумми.
- Джорди[англ.] — акцент и диалект жителей Северо-Восточной Англии, особенно района Тайнсайд.
- Макем — акцент и диалект Сандерленда и его окрестностей.
- Уэст Кантри — совокупность схожих, но значительно различающихся акцентов и диалектов Юго-Западной Англии (в том числе Бристольский диалект).
- Кокни — типичный акцент рабочего класса Ист-Лондона, имеющий серьёзные отличия в грамматике и вокабуляре.
- Лондонский акцент — более широко распространённый по сравнению с кокни акцент рабочего класса и нижнего слоя среднего класса.
- Эстуарный английский — акцент рабочего класса и нижнего слоя среднего класса с Юго-Восточной Англии, изначально более мягкая версия лондонского диалекта (ближе к нормативному произношению).
- Мокни — название в популярных СМИ имитации кокни, применяемого представителями среднего класса для того, чтобы заработать «уличный авторитет». Однако фонетики рассматривают включение эстуарного английского в нормативный вариант среди молодых англичан как естественный процесс.
- Лондонский мультикультурный английский, сокращённо MLE или «джафриканский» — диалект и/или социолект английского языка, появившийся в конце XX века и используемый молодыми представителями рабочего класса внутри Лондона. Он включает в себя лексику, заимствованную из языков коренных жителей Карибских островов (Ямайка, Тринидад и Тобаго), Южной Азии (полуострова Индостан и Индокитай) и Западной Африки[78][79], а также напоминающую традиционный кокни[79]. Название «джафриканский английский» является не столько отсылкой к «ненастоящему» ямайскому диалекту английского, сколько смеси английского как второго языка и местного лондонского диалекта[80].

## Геральдика и социальный класс

Гласный герб Елизаветы, королевы-матери

Имя подданного Великобритании, являющегося носителем герба, заносится либо в Геральдическую палату, если он англичанин, либо в Суд лорда Лайона, если он шотландец. Подать заявку на получение герба может любой подданный Великобритании в соответствующие органы, однако только тем, у кого есть соответствующий социальный статус, может быть пожалован герб. Сам по себе герб совершенно не согласуется с социальным статусом, поскольку многие высокопоставленные лица прав на него не имеют, а те, кто имеет право на получение герба по происхождению, могут быть вообще из любого социального класса.
Как правило, право на ношение герба в соответствии с Законом о гербе связано либо с личным приобретением социального статуса, которое является поводом для подачи прошения о присвоении герба, либо с происхождением человека, чьи предки заполучили право на герб. В любом случае использование герба связано с социальным престижем. В начале XX века даже разгорелся спор, завязанный геральдистом Артуром Чарльзом Фоксом-Дэвисом, который утверждал, что джентльменами и лицами благородного происхождения можно называть только мужчин, обладающих правом на ношение герба, однако против подобного аргумента высказывались Освальд Баррон и Хорейс Раунд. В Мальтийском ордене доказательства дворянского происхождения являются требованиями для присвоения определённого класса членам ордена, однако британцы — члены ордена — могут получить собственный герб только по наследству.

## Критика
В 1941 году Джордж Оруэлл писал, что Великобритания была «самым классовым обществом под солнцем». В 1975 году в интервью The Guardian канцлер ФРГ Гельмут Шмидт заявил:

Я не считаю Великобританию прогрессивной ни в коем случае — ни с точки зрения социальной, экономической или политической структуры. Я полагаю, что англичане слишком долго воспринимали многие вещи как само собой, а это не схоже с прогрессивностью… Если спрашивают, в чём истинные причины разных путей развития общества и экономики в Великобритании и крупнейших континентальных странах, то я полагаю, что нужно учитывать тот факт, что британское общество куда больше, чем скандинавское, немецкое, австрийское и нидерландское, характеризуется ведением классовой борьбы. Это является верным для обеих сторон: как для высшего общества, так и рабочего класса. Полагаю, что методы решения проблем рабочим классом с одной стороны и владельцами промышленности с другой стороны устарели.
Оригинальный текст (нем.)Ich halte Großbritannien nicht für fortschrittlich, keineswegs -- weder im Hinblick auf seine soziale noch auf seine wirtschaftliche oder politische Struktur. Ich glaube, daß die englische Nation zu viele Jahre lang zu viele Dinge für selbstverständlich gehalten hat, und das ist nicht gleichbedeutend mit Fortschrittlichkeit ... Wenn man sich fragt, was die eigentlichen Ursachen für die unterschiedliche Entwicklung der Gesellschaft und Wirtschaft in Großbritannien und den meisten Ländern auf dem Kontinent sind, glaube ich, daß es etwas mit der Tatsache zu tun hat, (laß die britische Gesellschaft, weit mehr als die skandinavische, deutsche, österreichische und niederländische, durch eine Art Klassenkampf gekennzeichnet ist.
Оригинальный текст (англ.)If one asks oneself what are the true reasons for the differentiated development of societies and economies between the British and most ones on the Continent, I think it has something to do with the fact that British society, much more than the Scandinavian, German, Austrian, and Dutch societies, is characterised by a class-struggle type of society. This is true for both sides of the upper class as well as for the working classes. I think that the way in which organised Labour on the one hand and industrial management on the other had dealt with their problems is outmoded.

В том же интервью Шмидт отметил метод решения подобной проблемы в классовом обществе:

Обращайтесь с рабочими как с равными членами общества, дайте им чувство собственного достоинства, которое у них может появиться, если у них будет ответственность. Тогда вы сможете попросить профсоюзы вести себя нормально и прекратить эту идиотскую политику. Они примут какое-то руководство извне — от правительства, партии или чего-то ещё. Но покуда вы будете поддерживать это проклятое классовое общество, вы из этой свалки не выберетесь.
Оригинальный текст (англ.)You have to treat workers as equal members of society. You have to give them the self–esteem which they can only have if they acquire responsibility. Then you will be able to ask the trade unions to behave and to abstain from those idiotic policies. Then they will accept some guidance from outsiders—from the government or the party or whatever it is. But as long as you maintain the damned class-ridden society of yours you will never get out of your mess.

### Британские социальные стереотипы
- Тофф[англ.]
- Рэх[англ.]
- Слоунский рейнджер[англ.]
- Вустерская женщина[англ.]
- Эссекский мужчина[англ.]
- Плебс
- Мужик в белом фургоне[англ.]
- Чав (Юго-Восточная и Северо-Восточная Англия, Йоркшир)
- Скалли (Северо-Западная Англия)
- Нед[англ.] (Шотландия)
- Спайд (Северная Ирландия)